# Parminder Singh Saini
Parminder Singh Saini (* 19. September 1957 in Kisumu; † 30. Mai 2021 ebenda) war ein kenianischer Hockeyspieler.
Parminder Singh Saini spielte bis 1976 während seiner Schulzeit an der Kisumu Boys High School Hockey für die Schulmannschaft. 1976 zog er zum Studieren nach England und spielte dort bis 1979 für den Slough Hockey Club. 1979 kehrte er nach Kenia zurück, wo er viele Jahre als Spielführer bei der Kisumu Simba Union aktiv war. 1981 absolvierte er sein erstes Länderspiel für die Kenianische Hockeynationalmannschaft und nahm mit dieser an den Olympischen Spielen 1984 in Los Angeles und 1988 in Seoul teil.
Nach seiner aktiven Karriere wurde er Trainer bei der Kisumu Simba Union und später bei der Kenianischen Nationalmannschaft, mit welcher er unter anderem an den Afrikaspielen 1999 teilnahm.
Zwischen 2014 und 2015 war er stellvertretender Vorsitzender der Kisumu Simba Union.